# Joseph Gonzales
Cet article concerne un footballeur français. Pour le boxeur français, voir Joseph Gonzales (boxeur).
Joseph Gonzales, né le 19 février 1907 à Béni Saf (Algérie) et mort le 26 juin 1984 à Aubagne (Bouches-du-Rhône), est un footballeur international français. Il fut notamment sélectionné avec l'équipe de France à la Coupe du monde 1934 en Italie bien qu'il n'y jouera pas une seule minute. Il connaîtra sa première et unique sélection en bleu en 1936.

## Biographie

### Débuts au Maghreb
Joseph Gonzales grandit dans la ville de Béni Saf, en Algérie française, et commence le football dans le club local en 1921 avec les allumettes. En 1926, Gonzales part au Maroc jouer dans le club de la ville d'Oujda, près de la frontière algérienne.

### Amateur à Valenciennes (1931-1933)
En 1931, Joseph Gonzales part à l'extrême nord de la France métropolitaine, où il joue à l'US Valenciennes-Anzin. Avec l'équipe, il ne réussie pas à se qualifier pour la Division 1, créée en 1932. Malgré le succès l'année suivante, Gonzales reçoit une offre du club de première division voisin, le SC Fives, et décide après deux ans à Valenciennes de monter en D1.

### Professionnel au SC Fives (1933-1936)
Joseph Gonzales rejoint le SC Fives et participe à la meilleure saison du club fivois en championnat de France. Grâce à sa défense (la meilleure avec 31 buts encaissés seulement), les Fivois terminent vice-champions.
Pré-sélectionné dans la liste des trente joueurs français pour la Coupe du monde 1934, le précoce échec des Bleus face à l'Autriche ne le laisse pas le temps de connaître sa première sélection,.
Les deux saisons suivantes en première division sont décevantes, le SC fivois n'arrivant pas à se mêler dans la course au titre à cause de résultats irréguliers. Le SC Fives termine onzième puis huitième. Le club réalise cependant des bons parcours en Coupe de France, atteignant les demi-finales puis les quarts de finale. Battus en 1934-1935 par le Stade rennais en demie, les Fivois accrochent en quarts de finale de l'édition 1935-1936 le FC Sochaux, champion de France en titre. Après deux matchs nuls (0-0, 2-2), le SC Fives perd finalement le deuxième match d'appui 1-0.
Le 8 mars 1936, Joseph Gonzales joue son seul match avec l'équipe de France lors de la réception de la Belgique à Colombes en match amical (victoire 3-0),,. Il joue le match au poste d'arrière droit. Ce succès permet à l’équipe de France de terminer sa saison 1935-1936 compliquée sur une note positive.

### Dix ans à Marseille (1936-1946)
Lors de la saison 1936-1937, Joseph Gonzales arrive à l'Olympique de Marseille. Il est remplaçant mais cela ne l'empêche pas d'être sacré champion de France dès la première année. Le premier sacre de l'histoire du club est si disputé que les phocéens ne remportent le titre que grâce à son goal-average supérieur à celui du FC Sochaux.
La saison suivante, Gonzales a gagné ses galons de titulaire et remporte la première Coupe de France mais termine à deux points des sochaliens en championnat. De même la saison suivante, au autant de longueurs du FC Sète.
Le football français continue malgré la Seconde Guerre mondiale, et la réquisition du stade Vélodrome par les forces armées. De retour au stade de l'Huveaune, Marseille termine deuxième du championnat de la zone Sud-Est 1939-1940 et échoue en finale de la Coupe de France face au RC Paris (2-1). En 1941, l'OM est champion de France de la zone libre ; néanmoins, ce titre n'est pas comptabilisé dans le palmarès olympien.
Lors de la saison 1942-1943, Joseph Gonzales est capitaine et entraîneur de l'Olympique de Marseille. Il est aidé par un préparateur physique, André Blanc, faisant l'entraînement et par le président pour composer l'équipe. Le club remporte la Coupe de France,. Lors de la finale rejouée après le 2-2 initial, Gonzalès n'est pas entièrement rétabli d'un coup lors du premier match. Mais il reste un des piliers de l'équipe et avec son expérience et sa maturité de jeu, prend dès l'abord l'ascendant sur les avants bordelais et il écarte sans mal tout danger et même toute lointaine menace (victoire 4-0).
En 1943-1944, le championnat professionnel est supprimé sur l'initiative du nouveau commissaire général aux sports, le colonel Pascot. Le championnat est remplacé par une épreuve groupant des équipes représentant chacune une région et possédant des professionnels rétribués par cet organisme d’État. Gonzales et un grand nombre de ses coéquipiers de l'OM intègrent l'équipe fédérale Marseille-Provence. D'abord emmené par Laurent Henric, Gonzales (jusque-là capitaine) prend la gestion de l'équipe en janvier 1944. Marseille-Provence termine neuvième du championnat et est éliminé en huitième-de-finale de la Coupe de France.
Ces équipes fédérales sont dissoutes à la Libération et, en 1945, l'OM dispute la Coupe de la Libération (renommée ensuite Coupe de la Victoire) et perd en finale au stade de l'Huveaune face au FC Metz.
Il meurt le 26 juin 1984, à la veille de la victoire de la France lors du championnat d'Europe de football.

## Statistiques

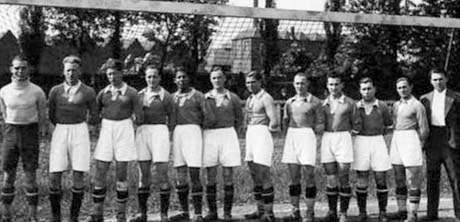
Gonzales avec le SC Fives en 1934 (7e en partant de la gauche).

Ce tableau présente les statistiques de Joseph Gonzales,.
| Saison                | Club                   | Championnat           | Championnat | Championnat | Coupe(s) nationale(s) | Coupe(s) nationale(s) | France | France | Total | Total |
| Saison                | Club                   | Division              | M.          | B.          | M.                    | B.                    | M.     | B.     | M.    | B.    |
| 1933-1934             | SC Fives               | D1                    | 26          | 0           | 1                     | 0                     | -      | -      | 27    | 0     |
| 1934-1935             | SC Fives               | D1                    | 27          | 0           | 5                     | 0                     | -      | -      | 32    | 0     |
| 1935-1936             | SC Fives               | D1                    | 30          | 0           | 7                     | 0                     | 1      | 0      | 38    | 0     |
| Sous-total            | Sous-total             | Sous-total            | 83          | 0           | 13                    | 0                     | 1      | 0      | 97    | 0     |
| 1936-1937             | Olympique de Marseille | D1                    | 10          | 0           | 1                     | 0                     | -      | -      | 11    | 0     |
| 1937-1938             | Olympique de Marseille | D1                    | 26          | 1           | 8                     | 1                     | -      | -      | 34    | 2     |
| 1938-1939             | Olympique de Marseille | D1                    | 29          | 1           | 2                     | 0                     | -      | -      | 31    | 1     |
| 1939-1940             | Olympique de Marseille | D1                    | 6           | 0           | 5                     | 0                     | -      | -      | 11    | 0     |
| 1940-1941             | Olympique de Marseille | D1                    | 9           | 0           | 1                     | 0                     | -      | -      | 10    | 0     |
| 1941-1942             | Olympique de Marseille | D1                    | 5           | 0           | 3                     | 0                     | -      | -      | 8     | 0     |
| 1942-1943             | Olympique de Marseille | D1                    | 21          | 0           | 8                     | 0                     | -      | -      | 29    | 0     |
| 1943-1944             | ÉF Marseille-Provence  | D1                    | 18          | 1           | 3                     | 1                     | -      | -      | 21    | 2     |
| 1944-1945             | Olympique de Marseille | D1                    | 14          | 0           | 8                     | 0                     | -      | -      | 22    | 0     |
| 1945-1946             | Olympique de Marseille | D1                    | 2           | 0           | -                     | -                     | -      | -      | 2     | 0     |
| Sous-total            | Sous-total             | Sous-total            | 122         | 2           | 35                    | 1                     | 0      | 0      | 157   | 3     |
| Total sur la carrière | Total sur la carrière  | Total sur la carrière | 223         | 3           | 52                    | 2                     | 1      | 0      | 276   | 5     |

## Palmarès
Championnat de France (1)
- Champion en 1937
- Vice-champion en 1934, 1938 et 1939

Coupe de France (2)
- Vainqueur en 1938 et 1943
- Finaliste en 1940

### Ouvrage de référence
- Paul Hurseau et Jacques Verhaeghe, Olympique Lillois. Sporting Club Fivois. Lille O.S.C., Joué-lès-Tours, Alan Sutton, coll. « Mémoire du Football », 1997, 128 p. (ISBN 2-84253-080-2)

1. 1 2  Hurseau   1997, p. 47
2. ↑  Hurseau   1997, p. 57
3. ↑  Hurseau   1997, p. 40
4. ↑  Hurseau   1997, p. 52